# شانتی پریرا
شانتی پریرا (انگلیسی: Shanti Pereira؛ زادهٔ ۲۱ سپتامبر ۱۹۹۶) ورزشکار دو و میدانی اهل سنگاپور است.